# Кроу, Айра Эванс
Айра Эванс Кроу (англ. Eyre Evans Crowe; 1799 — 25 февраля 1868) — английский журналист и историк. Отец Джозефа Арчера Кроу и Айры Кроу.
Оставшись сиротой в раннем детстве, воспитывался у родственниц в Ирландии. Окончил Тринити-колледж в Дублине, затем перебрался в Лондон и начал зарабатывать журналистикой.
В 1826 г. Кроу вместе с женой и двумя старшими детьми переселился во Францию, где жизнь была дешевле. Проведя первый год в Булони, он перебрался в Париж и к 1830 г. получил постоянную работу парижского корреспондента газеты «Morning Chronicle». На протяжении 14 лет дом Кроу в Париже был местом встреч французов и иностранцев либеральной ориентации; здесь, в частности, бывал молодой Уильям Теккерей, чьи мать и бабушка жили в Париже.
В 1844 г. Кроу был приглашён вернуться в Лондон и занять место ведущего комментатора в той же газете. В 1846 г. он перешёл в «Daily News», в 1849—1851 гг. был её главным редактором. Затем, однако, он снова уехал в Париж и по большей части отошёл от активной журналистской работы, посвятив себя историческим штудиям. После нескольких этюдов он опубликовал сперва книгу о правлении Людовика XVIII и Карла X (англ. Reigns of Louis XVIII and Charles X; 1854), за которой последовала более масштабная «История Франции» (англ. History of France; 1858—1868, в 5 томах), в значительной мере основанная на собственных разысканиях Кроу.